# Aude Lemordant
Aude Lemordant, née le 1er mai 1982 à Grenoble, est une championne française de voltige aérienne et est également pilote de ligne chez Air France.

## Biographie
Aude Lemordant  fait son baptême de l'air à 14 ans. En 1998, elle obtient son brevet pilote de planeur. En 2000, elle obtient son brevet de pilote privé avion aux États-Unis. Diplômée de l'École Nationale de l'Aviation Civile, Aude Lemordant fait du remorquage planeur, de la surveillance de pipelines et de l’instruction en aéroclub. Elle entre chez Air France à 21 ans et devient à 22 ans l'une des plus jeunes pilotes de ligne sur Airbus A320. 
Sa formation l'amène à découvrir la voltige aérienne. Qualifications de voltige planeur et avion obtenues, Aude se lance dans la compétition et gravit rapidement tous les échelons jusqu'au titre suprême de championne du monde en 2013 et en 2015. Elle s'octroie ensuite deux ans pour la naissance de sa fille. L'année 2018 marque son retour à la compétition, année où elle devient championne de France. Championne du monde en titre - il n'y a pas eu de championnat en 2017 -, elle le remet en jeu lors des championnats du monde qui ont lieu en 2019 à Châteauroux. Membre dans l'équipe de France de voltige aérienne à la suite des qualifications d'avril 2019, Aude Lemordant décroche son troisième titre de championne du monde de voltige aérienne le 30 août 2019, une première en France,,. Elle est également championne du monde par équipes en 2019, la France raflant tous les titres et plusieurs places sur les podiums ,.  
Aude Lemordant ne vole pas uniquement sur avions de voltige. Elle est qualifiée pour voler sur des avions anciens, des avions de montagne, des hydravions et des ULM. Elle totalise aujourd'hui 7.500 heures de vol, dont 600 en voltige aérienne. 

## Palmarès
| Année | Championnat de France | Championnat d'Europe | Championnat du monde | Championnat du monde |
| Année | Championnat de France | Championnat d'Europe | Individuel           | Par équipe           |
| ----- | --------------------- | -------------------- | -------------------- | -------------------- |
| 2011  | 1re                   | -                    | 2e                   | 2e                   |
| 2012  | 1re                   | 1re                  |                      |                      |
| 2013  | 1re                   |                      | 1re                  | 1re                  |
| 2014  | 1re                   | 2e                   |                      |                      |
| 2015  |                       |                      | 1re                  |                      |
| 2018  | 1re                   | 1ère féminine        |                      |                      |
| 2019  | 1re                   |                      | 1re                  | 1re                  |

[nota] En 2017, le titre mondial n'a pas été attribué en raison d'un nombre insuffisant (cinq minimum) de pilotes féminines. 
En 2018, il s'est produit la même chose pour le titre européen.

## Distinctions
- Chevalier dans l'ordre national du Mérite. (2016)[9]
- Médaille de l'Aéronautique
- Médaille de l'Académie de l'Air et de l'Espace (28 novembre 2014)
- Grande Médaille de l'Aéro-Club de France (2015)